# Шикачик реюньйонський
Шика́чик реюньйонський (Lalage newtoni) — вид горобцеподібних птахів родини личинкоїдових (Campephagidae). Ендемік Реюньйону.

## Таксономія
Реюньйонський шикачик був науково описаний нідерландським натуралістом Франсуа Поленом в 1866 році під назвою Oxynotus newtoni. Зібрані зразки (самець і самиця, спіймані 4 січня 1865 року) були передані до Британського музею. Опис реюньйонського шикачика був включений до другого тому «Recherches sur la faune de Madagascar et de ses dépendances». Вид довгий час відносили до роду Шикачик (Coracina), однак за результатами молекулярно-генетичного дослідження реюньйонський шикачик разом з 5 іншими видами був переведений до роду Оругеро (Lalage). Підвидів не виділяють. Реюньйонський шикачик утворює надвид з маврикійським шикачиком. Ці два види розділилися приблизно 1,25 млн років тому.

## Опис
Довжина птаха становить 17,7-22 см, з яких 1,6 см припадає на дзьоб, а 8,5 см — на хвіст. Довжина крила становить 10 см, довжина цівки — 2,5 см. Середня вага птаха становить 31-36 г.
Виду притаманний статевий диморфізм. У самців верхня частина тіла попелясто-сіра, нижня частина тіла сірувата, крила чорні, кінчик хвоста білий, обличчя темно-сіре. У самиці верхня частина тіла бура, над очима білі "брови", нижня частина тіла біла, поцяткована вузькими горизонтальними смужками. Дзьоб і лапи сизі, очі карі.

## Поширення і екологія
Поширення реюньйонських шикачиків обмежене двома невеликими ділянками на північному заході острова Реюньйон, загальною площею 29 км². У 1866 році вид зустрічався на висоті від 800 до 1400 м над рівнем моря, у 2012 році — лише на висоті понад 1100 м над рівнем моря, в заростях незайманого гірського тропічного лісу.

## Поведінка
Реюньйонські шикачики живляться комахами, їх личинками, а також плодами. Сезон розмноження триває з вересня по лютий. За сезон може вилупитися два виводки. Реюньйонські шикачики є моногамними і територіальними, площа гніздової території становить 13-17 га. Гніздо чашоподібне, неглибоке, зроблене з гілочок, моху, лишайників і павутиння. В кладці 2-3 яйця розмірами 26,5×28,5 мм. Яйця синьо-зелені, поцятковані коричнюватими плямками. Інкубаційний період триває 15-17 днів, кладку насиджують самець і самиця по черзі. Пташенята покидають гніздо на 20 день.

## Збереження
МСОП класифікує цей вид як такий, що знаходиться на межі зникнення. За оцінками дослідників, у світі залишилося близько 65 реюньйонських шикачиків.